# Svarthalsad svan

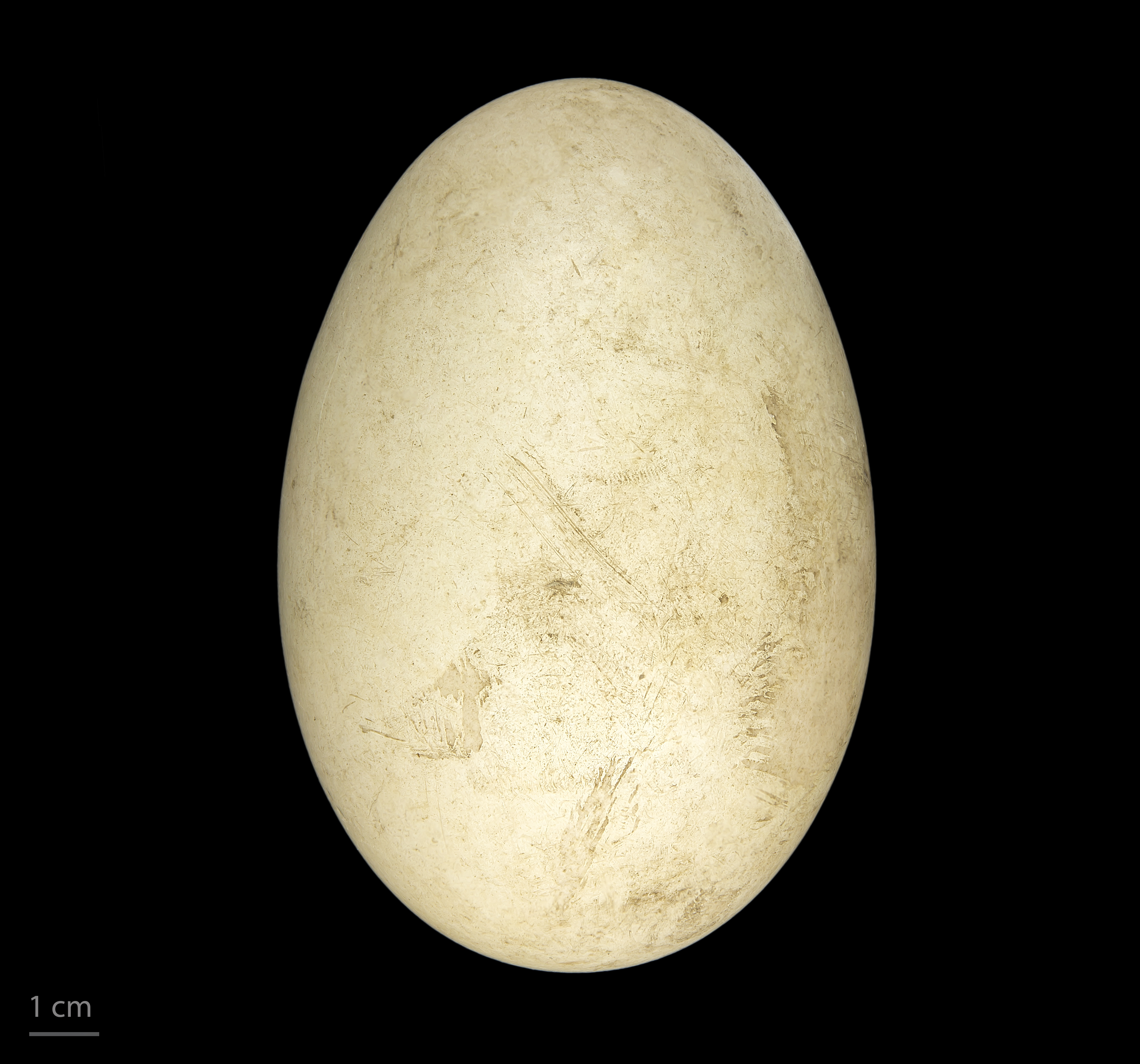
Cygnus melancoryphus

Svarthalsad svan (Cygnus melancoryphus) är en sydamerikansk vattenlevande fågel som tillhör gruppen svanar.

## Utseende
Svarthalsad svan är den minsta arten inom sitt släkte och väger som adult i genomsnitt 4,7 kilogram, är 114 centimeter lång och har ett vingspann på cirka 177 centimeter. Kroppen är vit, halsen och huvudet svart och näbben är gråaktig. Vid näbbroten har den en stor röd knöl där hanens är större än honans. Den har en vit ring runt ögat och ett vitt ögonbrynsstreck som sträcker sig en bra bit bakom fågelns öga. Dess ben är rosa. Könen är lika men hanen är något större. Juvenilen har grå fjäderdräkt, svarta ben och svart näbb.

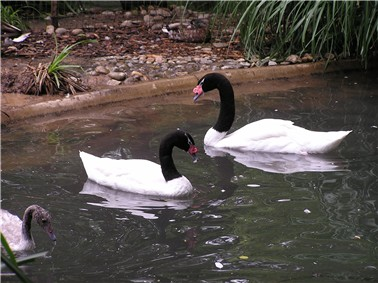
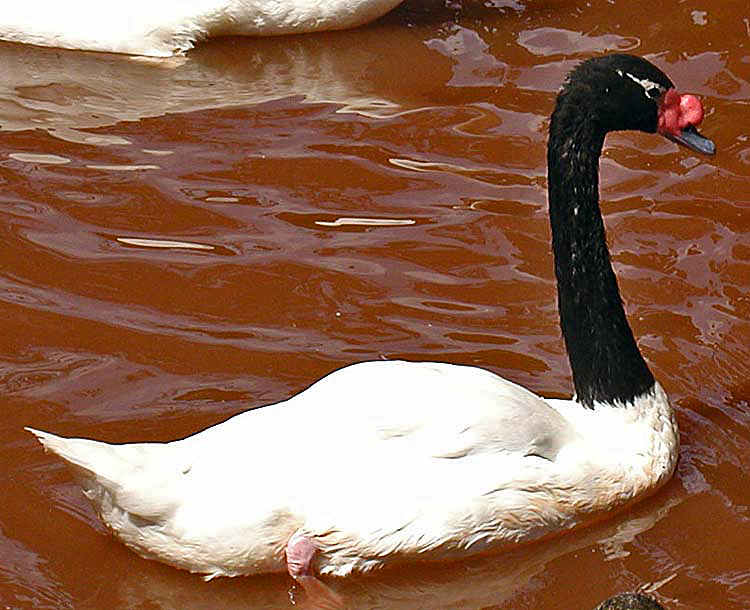
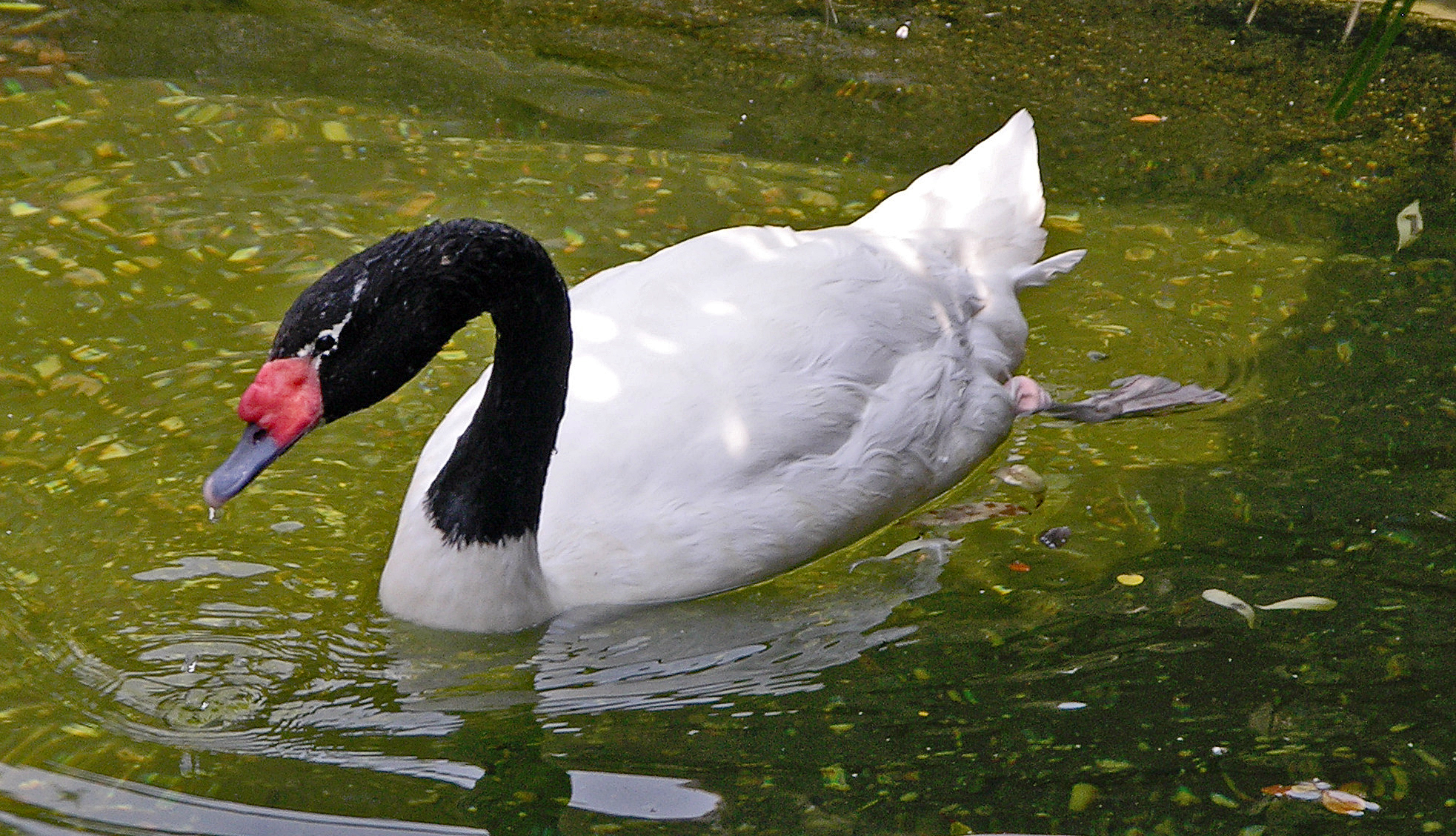

## Systematik
Den placerades tidigare som enda art i släktet Sthenelides men förs idag tillsammans med merparten av alla svanar till släktet Cygnus. Det är dock oklart om det är korrekt. En genetisk studie bekräftar att svarthalsad svan står närmast övriga svanar, medan en annan antyder att den snarare är systerart till gässen i Anser och Branta och därför bör återföras till ett eget monotypiskt släkte.

## Utbredning och biotop
Den återfinns i sötvattensträsk, laguner och vid sjöstränder i södra Sydamerika. Den häckar i Patagonien, Tierra del Fuego och på Falklandsöarna. Den är en flyttfågel som drar norrut om vintern till Paraguay och södra Brasilien. Nationalparken Laguna Blanca i Argentina är ett skyddat område för svanen. De våtmarker som skapades i och med jordbävningen i Chile 1960 som exempelvis naturreservatet Carlos Anwandter (Santuario de la naturaleza Carlos Andwanter) vid Crucesfloden har blivit viktiga områden för populationen.

## Ekologi
Den är precis som sina närmsta släktingar svart svan och knölsvan (Cygnus olor) relativt tystlåten. Honan lägger i snitt sex ägg i ett bo byggt som en hög av vegetation. Födan består mest av växtdelar, insekter och fiskyngel. Precis som exempelvis doppingar bär båda föräldrarna ofta sina ungar på ryggen.

## Hot och status
Eftersom arten har ett mycket stort utbredningsområde som uppskattas till 2 100 000 km² och världspopulationen uppskattas till mellan 26 000 och 100 000 individer, klassificeras den av IUCN som livskraftig (LC).
2004 och 2005 dog eller flyttade tusentals svarthalsade svanar i naturreservatet Carlos Anwandter på grund av utsläpp från en av Celco S.A:s fabriker som producerade trämassa. I augusti 2005 fanns bara fyra fåglar kvar från vad som förmodligen varit Sydamerikas största population på cirka 5000 individer.

## Namn
Ett vanligt sätt att skriva det vetenskapliga namnet är Cygnus melanocoryphus, men detta är felaktigt då namnet ursprungligen av Molina behandlades som ett substantiv i apposition (och inte som ett adjektiv). Därför är det korrekta sättet att skriva namnet Cygnus melanocorypha.